# Delmas (kommun)
Delmas är en kommun i Haiti.   Den ligger i departementet Ouest, i den centrala delen av landet, 6 km nordost om huvudstaden Port-au-Prince. Antalet invånare är 284 079. Arean är 27,7 kvadratkilometer.
Terrängen i Delmas är huvudsakligen platt, men söderut är den kuperad.